# Turn- und Sportgemeinschaft 1899 Hoffenheim 2014-2015
Questa voce raccoglie le informazioni riguardanti il Turn- und Sportgemeinschaft 1899 Hoffenheim nelle competizioni ufficiali della stagione 2014-2015.

## Stagione
Nella stagione 2014-2015 l'Hoffenheim, allenato da Markus Gisdol, concluse il campionato di Bundesliga all'8º posto. In coppa di Germania l'Hoffenheim fu eliminato agli ottavi di finale dal Borussia Dortmund.

## Rosa
| N. |                                 | Ruolo | Calciatore        |
| -- | ------------------------------- | ----- | ----------------- |
| 1  | Germania (bandiera)             | P     | Oliver Baumann    |
| 2  | Germania (bandiera)             | D     | Andreas Beck      |
| 4  | Bosnia ed Erzegovina (bandiera) | D     | Ermin Bičakčić    |
| 6  | Germania (bandiera)             | C     | Sebastian Rudy    |
| 8  | Polonia (bandiera)              | C     | Eugen Polanski    |
| 9  | Germania (bandiera)             | A     | Sven Schipplock   |
| 10 | Brasile (bandiera)              | C     | Roberto Firmino   |
| 11 | Svezia (bandiera)               | C     | Jiloan Hamad      |
| 12 | Germania (bandiera)             | C     | Tobias Strobl     |
| 13 | Germania (bandiera)             | P     | Jens Grahl        |
| 14 | Norvegia (bandiera)             | C     | Tarik Elyounoussi |
| 15 | Germania (bandiera)             | D     | Jeremy Toljan     |
| 16 | Svizzera (bandiera)             | C     | Pirmin Schwegler  |
| 17 | Svizzera (bandiera)             | C     | Steven Zuber      |

| N. |                                 | Ruolo | Calciatore      |
| -- | ------------------------------- | ----- | --------------- |
| 19 | Argentina (bandiera)            | D     | David Abraham   |
| 20 | Corea del Sud (bandiera)        | D     | Kim Jin-su      |
| 21 | Germania (bandiera)             | D     | Kevin Akpoguma  |
| 23 | Bosnia ed Erzegovina (bandiera) | C     | Sejad Salihović |
| 25 | Germania (bandiera)             | D     | Niklas Süle     |
| 26 | Germania (bandiera)             | A     | Janik Haberer   |
| 27 | Francia (bandiera)              | A     | Anthony Modeste |
| 28 | Ungheria (bandiera)             | A     | Ádám Szalai     |
| 31 | Germania (bandiera)             | A     | Kevin Volland   |
| 33 | Germania (bandiera)             | P     | Alexander Stolz |
| 34 | Germania (bandiera)             | C     | Nadiem Amiri    |
| 35 | Germania (bandiera)             | P     | Marvin Schwäbe  |
| 38 | Germania (bandiera)             | C     | Kai Herdling    |

## Organigramma societario
Area tecnica
- Allenatore: Markus Gisdol
- Allenatore in seconda: Frank Fröhling, Frank Kaspari
- Preparatore dei portieri: Michael Rechner
- Preparatori atletici: Nicklas Dietrich, Otmar Rösch, Christian Neitzert

## Risultati

### Bundesliga

#### Girone di andata
| Arbitro: | Stieler |

|                            |           |  |
| Szalai 33’ Elyounoussi 35’ | Marcatori |  |

| Arbitro: | Hartmann |

|            |           |             |
| Gálvez 59’ | Marcatori | 19’ Firmino |

| Arbitro: | Stark |

|             |           |          |
| Modeste 55’ | Marcatori | 89’ Olić |

| Arbitro: | Sippel |

|  |           |                             |
|  | Marcatori | 15’ Modeste 84’ Elyounoussi |

| Arbitro: | Kinhöfer |

|                                          |           |                                   |
| Elyounoussi 44’ Rudy 63’ Vestergaard 90’ | Marcatori | 31’, 33’ Frantz 75’ (rig.) Darida |

| Magonza 26 settembre 2014, ore 20:30 CEST 6ª giornata | Magonza | 0 – 0 referto | Hoffenheim | Coface Arena (28 729 spett.)\| Arbitro: \| Zwayer \| |
| Arbitro:                                              | Zwayer  |               |            |                                                      |

| Arbitro: | Meyer |

|                            |           |               |
| Elyounoussi 13’ Szalai 29’ | Marcatori | 83’ Huntelaar |

| Arbitro: | Sippel |

|             |           |             |
| Lasogga 34’ | Marcatori | 15’ Modeste |

| Arbitro: | Hartmann |

|             |           |  |
| Volland 73’ | Marcatori |  |

| Arbitro: | Aytekin |

|                            |           |             |
| Hahn 12’ Herrmann 32’, 52’ | Marcatori | 30’ Modeste |

| Arbitro: | Perl |

|                            |           |                                       |
| Szalai 2’ Firmino 39’, 45’ | Marcatori | 5’, 83’ Olkowski 12’ Lehmann 35’ Ujah |

| Arbitro: | Gagelmann |

|                                               |           |  |
| Götze 23’ Lewandowski 40’ Robben 82’ Rode 86’ | Marcatori |  |

| Arbitro: | Brych |

|                                                 |           |                            |
| Schwegler 19’ Volland 37’ Polanski 59’ Süle 63’ | Marcatori | 43’, 86’ Stindl 52’ Joselu |

| Arbitro: | Zwayer |

|              |           |  |
| Gündoğan 17’ | Marcatori |  |

| Arbitro: | Drees |

|                                    |           |                          |
| Volland 43’ Szalai 65’ Firmino 87’ | Marcatori | 58’ Aigner 77’ Seferović |

| Arbitro: | Siebert |

|  |           |              |
|  | Marcatori | 79’ Kießling |

| Arbitro: | Sippel |

|  |           |                                                                            |
|  | Marcatori | 23’ (aut.) Brooks 26’ (rig.), 39’ (rig.) Salihović 74’ Schipplock 84’ Rudy |

#### Girone di ritorno
| Arbitro: | Meyer |

|                                       |           |             |
| Altıntop 39’ Werner 42’ Bobadilla 90’ | Marcatori | 45’ Firmino |

| Arbitro: | Winkmann |

|              |           |                           |
| Bičakčić 34’ | Marcatori | 8’ Di Santo 52’ Bargfrede |

| Arbitro: | Drees |

|                            |           |  |
| Dost 3’ De Bruyne 28’, 84’ | Marcatori |  |

| Arbitro: | Welz |

|                      |           |           |
| Firmino 30’ Rudy 90’ | Marcatori | 39’ Sakai |

| Arbitro: | Gagelmann |

|          |           |             |
| Höhn 25’ | Marcatori | 39’ Volland |

| Arbitro: | Sippel |

|                          |           |  |
| Volland 55’ Polanski 76’ | Marcatori |  |

| Arbitro: | Dankert |

|                          |           |             |
| Fuchs 12’ Meyer 41’, 53’ | Marcatori | 73’ Volland |

| Arbitro: | Perl |

|                                   |           |  |
| Polanski 22’ (rig.), 81’ Rudy 87’ | Marcatori |  |

| Paderborn 21 marzo 2015, ore 15:30 CET 26ª giornata | Paderborn | 0 – 0 referto | Hoffenheim | Benteler-Arena (14 401 spett.)\| Arbitro: \| Schmidt \| |
| Arbitro:                                            | Schmidt   |               |            |                                                         |

| Arbitro: | Kinhöfer |

|                |           |                                                |
| Schipplock 17’ | Marcatori | 26’ (rig.) Kruse 31’, 51’ Herrmann 36’ Raffael |

| Arbitro: | Sippel |

|                                        |           |                                 |
| Lehmann 20’ (rig.) Ujah 54’ Hector 78’ | Marcatori | 70’ (rig.) Polanski 88’ Modeste |

| Arbitro: | Stieler |

|  |           |                          |
|  | Marcatori | 38’ Rode 90’ (aut.) Beck |

| Arbitro: | Perl |

|                   |           |                           |
| Stindl 24’ (rig.) | Marcatori | 2’ Modeste 83’ Schipplock |

| Arbitro: | Drees |

|             |           |             |
| Volland 33’ | Marcatori | 35’ Hummels |

| Arbitro: | Siebert |

|                                        |           |             |
| Oczipka 18’ Seferović 27’ Chandler 34’ | Marcatori | 51’ Volland |

| Arbitro: | Hartmann |

|                             |           |  |
| Çalhanoğlu 45’ Kießling 61’ | Marcatori |  |

| Arbitro: | Kircher |

|                        |           |             |
| Modeste 8’ Firmino 80’ | Marcatori | 72’ Beerens |

### Coppa di Germania
| Arbitro: | Storks |

|  |           |                                                                                       |
|  | Marcatori | 9’ Elyounoussi 17’ Bičakčić 18’, 28’, 33’, 45’, 54’ Schipplock 34’ Szalai 90’ Modeste |

| Arbitro: | Drees |

|                                                             |           |              |
| Schipplock 23’ Vestergaard 45’ Firmino 57’, 90’ Modeste 72’ | Marcatori | 80’ Schembri |

| Arbitro: | Stegemann |

|  |           |                          |
|  | Marcatori | 16’ Polanski 56’ Volland |

| Arbitro: | Aytekin |

|                                      |           |                         |
| Subotić 19’ Aubameyang 57’ Kehl 107’ | Marcatori | 21’ Volland 27’ Firmino |

## Statistiche

### Statistiche di squadra
| Competizione      | Punti | In casa | In casa | In casa | In casa | In casa | In casa | In trasferta | In trasferta | In trasferta | In trasferta | In trasferta | In trasferta | Totale | Totale | Totale | Totale | Totale | Totale | DR  |
| Competizione      | Punti | G       | V       | N       | P       | Gf      | Gs      | G            | V            | N            | P            | Gf           | Gs           | G      | V      | N      | P      | Gf     | Gs     | DR  |
| ----------------- | ----- | ------- | ------- | ------- | ------- | ------- | ------- | ------------ | ------------ | ------------ | ------------ | ------------ | ------------ | ------ | ------ | ------ | ------ | ------ | ------ | --- |
| Bundesliga        | 44    | 17      | 9       | 3       | 5       | 31      | 26      | 17           | 3            | 5            | 9            | 18           | 29           | 34     | 12     | 8      | 14     | 49     | 55     | -6  |
| Coppa di Germania | -     | 1       | 1       | 0       | 0       | 5       | 1       | 3            | 2            | 0            | 1            | 13           | 3            | 4      | 3      | 0      | 1      | 18     | 4      | +14 |
| Totale            | -     | 18      | 10      | 3       | 5       | 36      | 27      | 20           | 5            | 5            | 10           | 31           | 32           | 38     | 15     | 8      | 15     | 67     | 59     | +8  |

### Andamento in campionato
| Giornata  | 1 | 2 | 3 | 4 | 5 | 6 | 7 | 8 | 9 | 10 | 11 | 12 | 13 | 14 | 15 | 16 | 17 | 18 | 19 | 20 | 21 | 22 | 23 | 24 | 25 | 26 | 27 | 28 | 29 | 30 | 31 | 32 | 33 | 34 |
| --------- | - | - | - | - | - | - | - | - | - | -- | -- | -- | -- | -- | -- | -- | -- | -- | -- | -- | -- | -- | -- | -- | -- | -- | -- | -- | -- | -- | -- | -- | -- | -- |
| Luogo     | C | T | C | T | C | T | C | T | C | T  | C  | T  | C  | T  | C  | C  | T  | T  | C  | T  | C  | T  | C  | T  | C  | T  | C  | T  | C  | T  | C  | T  | T  | C  |
| Risultato | V | N | N | V | N | N | V | N | V | P  | P  | P  | V  | P  | V  | P  | V  | P  | P  | P  | V  | N  | V  | P  | V  | N  | P  | P  | P  | V  | N  | P  | P  | V  |
| Posizione | 1 | 3 | 8 | 3 | 4 | 4 | 2 | 3 | 4 | 4  | 5  | 8  | 7  | 8  | 7  | 7  | 7  | 7  | 7  | 7  | 7  | 7  | 7  | 7  | 7  | 7  | 7  | 7  | 8  | 7  | 8  | 9  | 9  | 8  |

Legenda:

Luogo: C = Casa; T = Trasferta. Risultato: V = Vittoria; N = Pareggio; P = Sconfitta.

### Statistiche dei giocatori
| Giocatore      | Bundesliga | Bundesliga | Bundesliga  | Bundesliga | Coppa di Germania | Coppa di Germania | Coppa di Germania | Coppa di Germania | Totale   | Totale | Totale      | Totale     |
| Giocatore      | Presenze   | Reti       | Ammonizioni | Espulsioni | Presenze          | Reti              | Ammonizioni       | Espulsioni        | Presenze | Reti   | Ammonizioni | Espulsioni |
| -------------- | ---------- | ---------- | ----------- | ---------- | ----------------- | ----------------- | ----------------- | ----------------- | -------- | ------ | ----------- | ---------- |
| O. Baumann     | 34         | 0          | 0           | 0          | 3                 | 0                 | 0                 | 0                 | 37       | 0      | 0           | 0          |
| J. Grahl       | -          | -          | -           | -          | 2                 | 0                 | 0                 | 0                 | 2        | 0      | 0           | 0          |
| M. Schwäbe     | -          | -          | -           | -          | -                 | -                 | -                 | -                 | -        | -      | -           | -          |
| A. Stolz       | -          | -          | -           | -          | -                 | -                 | -                 | -                 | -        | -      | -           | -          |
| D. Abraham     | 14         | 0          | 3           | 0          | 1                 | 0                 | 0                 | 0                 | 15       | 0      | 3           | 0          |
| K. Akpoguma    | -          | -          | -           | -          | -                 | -                 | -                 | -                 | -        | -      | -           | -          |
| A. Beck        | 33         | 0          | 5           | 0          | 3                 | 0                 | 1                 | 0                 | 36       | 0      | 6           | 0          |
| E. Bičakčić    | 24         | 1          | 3           | 1          | 4                 | 1                 | 1                 | 0                 | 28       | 2      | 4           | 1          |
| J. Kim         | 19         | 0          | 4           | 0          | 2                 | 0                 | 0                 | 0                 | 21       | 0      | 4           | 0          |
| N. Rapp        | -          | -          | -           | -          | -                 | -                 | -                 | -                 | -        | -      | -           | -          |
| N. Süle        | 15         | 1          | 1           | 0          | 2                 | 0                 | 0                 | 0                 | 17       | 1      | 1           | 0          |
| J. Toljan      | 6          | 0          | 0           | 0          | 2                 | 0                 | 0                 | 0                 | 8        | 0      | 0           | 0          |
| N. Amiri       | 7          | 0          | 0           | 0          | 2                 | 0                 | 0                 | 0                 | 9        | 0      | 0           | 0          |
| T. Elyounoussi | 25         | 4          | 1           | 0          | 1                 | 1                 | 1                 | 0                 | 26       | 5      | 2           | 0          |
| J. Haberer     | -          | -          | -           | -          | -                 | -                 | -                 | -                 | -        | -      | -           | -          |
| K. Herdling    | 1          | 0          | 0           | 0          | -                 | -                 | -                 | -                 | 1        | 0      | 0           | 0          |
| E. Polanski    | 30         | 5          | 7           | 0          | 3                 | 1                 | 0                 | 0                 | 33       | 6      | 7           | 0          |
| G. Prömel      | -          | -          | -           | -          | -                 | -                 | -                 | -                 | -        | -      | -           | -          |
| R. Firmino     | 33         | 7          | 5           | 0          | 3                 | 3                 | 2                 | 0                 | 36       | 10     | 7           | 0          |
| S. Rudy        | 29         | 4          | 9           | 0          | 4                 | 0                 | 0                 | 0                 | 33       | 4      | 9           | 0          |
| P. Schwegler   | 28         | 1          | 5           | 0          | 3                 | 0                 | 1                 | 0                 | 31       | 1      | 6           | 0          |
| T. Strobl      | 30         | 0          | 6           | 0          | 4                 | 0                 | 0                 | 0                 | 34       | 0      | 6           | 0          |
| S. Zuber       | 17         | 0          | 0           | 0          | 4                 | 0                 | 0                 | 0                 | 21       | 0      | 0           | 0          |
| A. Modeste     | 26         | 7          | 2           | 0          | 3                 | 2                 | 0                 | 0                 | 29       | 9      | 2           | 0          |
| S. Schipplock  | 25         | 3          | 4           | 0          | 4                 | 6                 | 1                 | 0                 | 29       | 9      | 5           | 0          |
| Á. Szalai      | 26         | 4          | 2           | 1          | 1                 | 1                 | 0                 | 0                 | 27       | 5      | 2           | 1          |
| K. Volland     | 32         | 8          | 6           | 0          | 4                 | 2                 | 2                 | 0                 | 36       | 10     | 8           | 0          |
| J. Hamad       | 1          | 0          | 0           | 0          | -                 | -                 | -                 | -                 | 1        | 0      | 0           | 0          |
| S. Salihović   | 13         | 2          | 3           | 0          | -                 | -                 | -                 | -                 | 13       | 2      | 3           | 0          |
| J. Vestergaard | 6          | 1          | 0           | 0          | 1                 | 1                 | 0                 | 0                 | 7        | 2      | 0           | 0          |